# Pyrausta alexandra
Pyrausta alexandra is een vlinder uit de familie van de grasmotten (Crambidae), uit de onderfamilie van de Pyraustinae. De wetenschappelijke naam van deze soort is voor het eerst voorgesteld door Ayuna Aleksandrovna Shodotova in een publicatie uit 2011.
De soort komt voor in Georgië.